# John Fielding
John Fielding (Londres, 1721-íbid., 4 de septiembre de 1780) fue un importante magistrado y reformador social inglés del siglo XVIII.

## Biografía
Provenía de una familia ilustre; su padre, originario de Somerset, alcanzó un alto cargo del ejército inglés, a pesar de ser alguien de carácter disoluto: no en vano, abandonando a los hijos de un matrimonio anterior, estaba casado en segundas nupcias, para mayor escándalo, con la madre de Fielding, una viuda católica londinense, con la que tuvo seis hijos, de los que Fielding fue el mayor. Por otro lado, del matrimonio anterior de su padre con una noble de Somerset habían nacido cinco vástagos, dos de los cuales, hermanastros de Fielding, alcanzaron gran renombre: la novelista Sarah Fielding, y el novelista, dramaturgo y magistrado jefe de Londres Henry Fielding.
A pesar de haber quedado ciego en un accidente marítimo a los 19 años de edad, Fielding pudo, gracias a sus conexiones familiares, establecerse como hombre de negocios, mientras en su tiempo libre estudiaba derecho con su hermanastro Henry. Cuando en 1750 Henry Fielding fue nombrado magistrado jefe de Londres, nombró a John su ayudante, y juntos iniciaron una estrecha colaboración en la que pondrían cerco a la corrupción y la incompetencia que caracterizaban a la administración de justicia londinense en aquellos tiempos. Siempre atentos a los profundos problemas sociales que por aquel entonces comenzaban a aflorar en Londres (que para 1750 contaba con casi un millón de habitantes, con la primera revolución industrial a punto de ver la luz), Fielding ayudó a su hermano Henry a fundar el primer cuerpo de policía profesional, los Bow Street Runners (los Corredores de la calle Bow, y germen del actual Scotland Yard), quienes, actuando bajo la autoridad del juez Fielding, mejoraron sensiblemente la seguridad en el distrito de Covent Garden, por aquel entonces uno de los de mayor delincuencia de Londres. Además, Fielding puso en circulación una gaceta policial en la que se incluían descripciones y avisos sobre delincuentes conocidos y buscados, estableciendo de este modo las bases de las modernas fichas policiales.
Cuando en 1754 Henry Fielding murió en Lisboa, John fue nombrado magistrado de Londres en su lugar, y mantuvo en gran medida la política que había seguido anteriormente con su hermanastro. Se hizo especialmente famoso, y era conocido como el Blind Beak (Magistrado Ciego), al que se le atribuía el ser capaz de reconocer a más de 3000 criminales solo por el sonido de su voz. Junto con su actividad como juez perseguidor del crimen, también se mostró, como antes lo hiciera su hermanastro, muy preocupado por las raíces del mismo: escribió numerosos artículos sobre el tema y propugnó campañas de prevención del crimen tales como la de creación de puestos de trabajo entre los jóvenes de clase baja. Sus esfuerzos se vieron recompensados por el reconocimiento oficial en 1761, cuando fue nombrado caballero. Continuó con su comprometida labor hasta su muerte en 1780.
- Datos: Q707932
- Multimedia: John Fielding / Q707932